# Marcilla de Campos
Marcilla de Campos ist ein nordspanisches Dorf und Hauptort einer Gemeinde (municipio) mit 58 Einwohnern (Stand: 2024) in der Provinz Palencia in der Autonomen Gemeinschaft Kastilien-León. 

## Lage und Klima
Marcilla de Campos liegt in der Region Tierra de Campos auf der kastilischen Hochebene in einer Höhe von ca. 805 m. Die Provinzhauptstadt Palencia befindet sich mit ihrem Stadtzentrum etwa 40 Kilometer (Fahrtstrecke) südsüdwestlich. Durch die Gemeinde führt die Autovía A-67. 
Das Klima im Winter ist durchaus kalt, im Sommer dagegen warm bis heiß; die eher spärlichen Regenfälle (ca. 528 mm/Jahr) fallen überwiegend im Winterhalbjahr.

## Bevölkerungsentwicklung
| Jahr      | 1970 | 1981 | 1991 | 2001 | 2011 | 2021 |
| Einwohner | 171  | 128  | 92   | 60   | 44   | 46   |

## Sehenswürdigkeiten

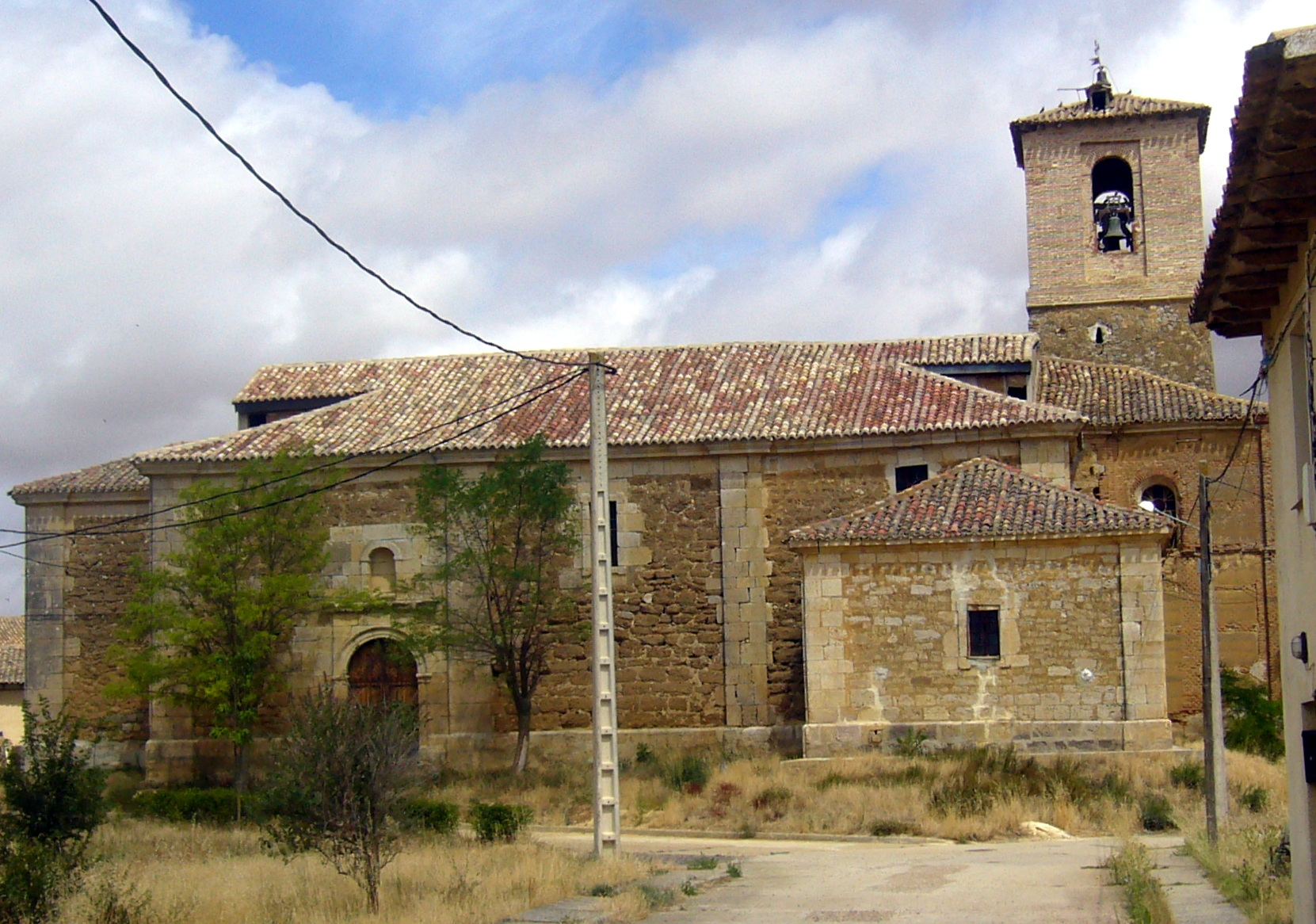
Kirche Mariä Himmelfahrt

- Kirche Mariä Himmelfahrt